# 大阪府立工芸高等学校
大阪府立工芸高等学校（おおさかふりつ こうげい こうとうがっこう）は、大阪府大阪市阿倍野区に所在する公立高等学校。

## 概要
全日制課程と定時制課程を設置する。全日制課程では、工業科系のデザイン系学科（建築デザイン科・インテリアデザイン科・プロダクトデザイン科・映像デザイン科・ビジュアルデザイン科の各学科）と美術科を併設している、デザイン・美術系の専門高等学校である。また定時制課程では総合学科を設置する。
1923年に旧制大阪市立工芸学校として設置され、学制改革により大阪市立工芸高等学校になった。大阪市と大阪府の方針により、2022年度以降は大阪府に移管され、大阪府立工芸高等学校へ改称・改編された。大阪府への移管の際に、定時制課程が併設された。
同校の本館は、ドイツのヴァイマル工芸学校（後のバウハウス）をモデルとして設計され、1924年に竣工した。本館は2000年12月12日に、大阪市指定有形文化財に指定されている。また2008年には日本の産業近代化を支えた技術者教育の歩みを知る事が出来る施設として、近代化産業遺産に認定されている。
工業デザイン系の専修学校・大阪市立デザイン教育研究所と学校敷地を共有している。また2025年3月までは、夜間定時制課程を単独設置していた大阪市立第二工芸高等学校とも校舎を共有していた。

## 沿革
1922年6月29日の文部省告示478号により、工業学校規程による大阪市立工芸学校設置と、1923年4月1日付での開校が認可された。
1923年に修業年限5年の大阪市立工芸学校として、大阪市立泉尾工業学校（現在の大阪府立泉尾工業高等学校）の校舎を間借りする形で開校した。翌1924年10月10日に現在地に移転した。
創立間もない頃、山口正城がドイツのバウハウスの教育を取り入れた。戦前、日本でバウハウス式教育を実践していたのは同校と東京の新建築工芸学院だけだった。
学制改革により、1948年に大阪市立工芸高等学校が発足した。一時期普通科を併設していた時期もあったが、基本的には美術科と工業科のデザイン系学科を擁する専門高等学校として運営されてきた。
1948年に2年制の美術専攻科を設置したが、専攻科は短期間で廃止されている。1988年には、同校の教育実践を母体にした専修学校専門課程として大阪市立デザイン教育研究所が開校した。
1993年に従来の工業科のデザイン系学科（金属工芸科、木材工芸科、デザイン科、建築科、写真工芸科）を改編し、現在のビジュアルデザイン科、映像デザイン科、プロダクトデザイン科、インテリアデザイン科、建築デザイン科を新設した。美術科とあわせて6学科体制になっている。
大阪市と大阪府の方針により、大阪市立の高校全校を大阪府に移管する方針が具体化し、2020年12月に大阪市会および大阪府議会で移管に関連する条例が可決された。これに伴い工芸高等学校を含む大阪市立の高等学校は2022年度より大阪府に移管されることになった。
同じ敷地にあったデザイン教育研究所は市立のまま同じ場所に存続している。

### 定時制
夜間課程として1941年3月13日に大阪市立工芸学校第二本科が設立され、学制改革によって大阪市立工芸高等学校夜間課程・のち定時制課程となった。しかし夜間定時制は1953年に大阪市立第二工芸高等学校として分離独立し、校舎を時間差で共有する形になった。
2022年の府立移管により、大阪市立の夜間定時制単独高校は、校舎を共有する高校の定時制課程として統合再編されることになった。第二工芸高等学校は2021年入学者を最後に募集を停止し、2022年度以降は同年度入学者より学年進行で、工芸高等学校定時制課程総合学科として設置される。

### 年表
- 1921年2月20日 - 大阪市会で中等実業学校の増設が議決される。
- 1922年6月29日 - 文部省告示478号により、工業学校規定による大阪市立工芸学校設置認可。
- 1923年3月3日 - 大阪市立工芸学校を設置。
- 1924年10月1日 - 現在地に校舎竣工。この日を創立記念日とする。
- 1941年 - 夜間課程の第二本科を設置（のちの定時制課程→大阪市立第二工芸高等学校）。
- 1943年 - 戦時非常措置として4年制に短縮される。
- 1946年 - 5年制に復帰。
- 1948年 - 学制改革により大阪市立工芸高等学校となる。全日制課程に金属工芸科・木材工芸科・図案科・建築科・美術科、および2年制の美術専攻科を設置。および夜間課程（1951年定時制課程に改称）を設置。
- 1949年 - 全日制および夜間課程に普通科を設置。
- 1952年 - 美術専攻科と全日制普通科を廃止。
- 1953年 - 定時制課程が単独校の大阪市立第二工芸高等学校として分離独立。
- 1957年 - 写真工芸科を設置。
- 1988年 - 図案科をデザイン科に改称。
- 1993年 - 工業系学科を改編。ビジュアルデザイン科・映像デザイン科・プロダクトデザイン科・インテリアデザイン科・建築デザイン科を設置し、美術科とあわせて6学科体制とする。
- 1995年 - 本館校舎の保存工事に着工（1996年完成）。
- 2000年12月12日 - 本館校舎が大阪市指定有形文化財に指定される。
- 2022年 - 大阪府へ移管。大阪府立工芸高等学校に改称。第二工芸高等学校を統合・継承する形で定時制課程を設置。デザイン教育研究所は大阪市立のまま存続。

## 主な出身者
- AFRA（ヒューマンビートボクサー）
- 安斉敦子（デザイナー）
- 泉茂（画家）
- 磯江毅（画家）
- 今井祝雄（造形作家）
- 内田勘太郎（ブルースギタリスト・憂歌団）
- 江川ほーじん（ベーシスト）中退
- 川上未映子（芥川賞受賞の小説家、ミュージシャン）[8]
- 木村恒久（グラフィックデザイナー）
- 木村充揮（歌手・憂歌団）
- 黒田泰蔵（陶芸家）中退
- 後藤仁（日本画家、絵本画家）
- 武石勇（漆芸家）
- 多田かおる（漫画家）[9]
- 伊達朱里紗（声優、プロ雀士）
- 田辺竹雲斎 (竹工芸家)
- 時任三郎（俳優、歌手）
- ナターシャ（お笑い芸人、ニュークレープ）
- 西田亜沙子（アニメーター）
- 西村宗（漫画家）
- ハイヒールモモコ（お笑い）中退
- 早川良雄（グラフィックデザイナー）
- ひうらさとる（漫画家）[10]
- 稗田一穂（日本画家）
- PUSHIM（レゲエ歌手）
- 前川かずお（絵本作家、漫画家）中退
- 益山貴司（劇作家、演出家、俳優。劇団子供鉅人代表）
- 宮本貞雄（アニメーター、キャラクターデザイナー、アートデザイナー）
- もとむらみちこ（声優）
- 淀井敏夫（彫刻家）
- 六田登（漫画家）
- 若一光司（作家、画家、コメンテーター）
- 和多田勝（エッセイスト、イラストレーター）

## 関連人物
- 小磯良平 - 元教員。洋画家。
- 山口正城 - 元教員。グラフィックデザイナー。
- 山田善春 - 元教員。理科教育者。朝日放送テレビ「探偵!ナイトスクープ」の理科・物理担当。

## 交通
- Osaka Metro谷町線 文の里駅より北へ約300m
- Osaka Metro御堂筋線 昭和町駅より北へ約500m
- 阪和線 美章園駅より西へ約500m
- 近鉄南大阪線 河堀口駅より南西へ約700m